# Delbert S. Elliott
Delbert S. Elliott (* 8. März 1933) ist ein US-amerikanischer Soziologe und Kriminologe, der als Professor an der University of Colorado Boulder forschte und lehrte. 1993 amtierte er als Präsident der American Society of Criminology (ASC). Sein Spezialgebiet ist die Devianz Jugendlicher und Jugendkriminalität.
Elliott machte alle akademischen Abschlüsse im Fach Soziologie: Bachelor 1955 am Pomona College in Claremont (Kalifornien), Master 1960 und Ph.D. 1961 an der University of Washington in Seattle.

## Schriften (Auswahl)
- Mit Abigail Fagan: The prevention of crime. Wiley-Blackwell, Chichester 2017, ISBN 978-1-118-84359-8.
- Mit David Huizinga und Scott Menard: Multiple problem youth. Delinquency, substance use, and mental health problems. Springer-Verlag, New York 1989, ISBN 0-387-96925-X.
- Mit Tim Brennan und David Huizinga: The social psychology of runaways. Lexington Books, Lexington 1978, ISBN 0-669-00565-7.